# ويلبر جاكسون
ويلبر جاكسون (بالإنجليزية: Wilbur Jackson)‏ هو لاعب كرة قدم أمريكية أمريكي، ولد في 19 نوفمبر 1951 في أوزارك في الولايات المتحدة.

## وصلات خارجية
- ويلبر جاكسون على موقع مرجع كرة القدم المحترفة.كوم (الإنجليزية)
- ويلبر جاكسون على موقع قاعة ألاباما للمشاهير الرياضية (مؤرشف) (الإنجليزية)